# Bouffon vert
Pour les articles homonymes, voir Bouffon (homonymie).
Cet article concerne le Bouffon Vert. Pour le premier Bouffon, voir Norman Osborn.
Le Bouffon vert ou le Gobelin vert au Québec (« Green Goblin » en VO) est un super-vilain évoluant dans l'univers Marvel de la maison d'édition Marvel Comics. Créé par le scénariste Stan Lee et le dessinateur Steve Ditko, le personnage de fiction apparaît pour la première fois dans le comic book The Amazing Spider-Man (vol. 1) #14 en juillet 1964.
Le premier a endosser le costume du Bouffon est Norman Osborn, plusieurs autres personnes ont porté le costume et l’identité du Bouffon vert, notamment son fils Harry Osborn. Le Bouffon vert est l'un des ennemis emblématiques du super-héros Spider-Man.

## Historique de publication
Steve Ditko raconte la genèse du personnage :
« Dans le synopsis de Stan pour le Bouffon Vert, une équipe de tournage découvrait un sarcophage ressemblant à des Égyptiens. À l’intérieur se trouvait un ancien mythologique démon, le Bouffon Vert, qui prenait naturellement vie. Tout seul, j'ai transformé le démon mythologique de Stan en un méchant humain. »
La première apparition du Bouffon vert a lieu dans le numéro 14 de The Amazing Spider-Man.
À cette époque, son identité est inconnue, mais sa popularité auprès des lecteurs est telle qu'il réapparaît dans des numéros ultérieurs, où l'accent est mis sur son identité secrète. Stan Lee et John Romita Sr. ont toujours voulu que le Bouffon Vert soit, dans le civil, quelqu'un que Peter Parker connaisse. Steve Ditko voulait au contraire qu'il s'agisse de quelqu'un qui ne soit pas encore apparu dans l'histoire ,,.

« Steve voulait qu'il soit juste un personnage que nous n'avions jamais vu auparavant. Parce que, dit-il, dans la vraie vie, très souvent, un méchant se révèle être quelqu'un que l'on n'a jamais vu. Et je sentais que ce serait une erreur. J’avais l’impression, dans un sens, que ce serait tromper le lecteur. Si c'est quelqu'un que vous ne connaissez pas et que vous n'avez jamais vu, alors à quoi bon suivre tous les indices ? Je pense que cela frustre le lecteur. »

— Stan Lee
Cependant, Stan Lee avoue qu'en raison de sa mauvaise mémoire, il a peut-être confondu la création du Bouffon Vert avec un autre personnage. De plus, dans un essai précédent, il avait déclaré qu'il ne se souvenait pas si Norman Osborn en Bouffon Vert était son idée ou celle de Ditko. Ditko a quant à lui soutenu que c'était son idée, affirmant même qu'il l'avait décidé avant la fin de la première histoire du Bouffon Vert, et qu'un personnage qu'il avait dessiné en arrière-plan d'une seule case de The Amazing Spider-Man #23 était censé être Norman Osborn (qui n'est présenté qu'au numéro 37),.

Steve Ditko quitte la série à partir du n°38, juste un numéro après que Norman Osborn est présenté comme le père de Harry Osborn. C'est dans le premier numéro sans Ditko que le Bouffon Vert est démasqué. John Romita Sr., qui a remplacé Ditko en tant que dessinateur du comic, déclare : 

« Stan n'aurait pas pu le supporter si Ditko avait fait l'histoire et n'avait pas révélé que le Bouffon Vert était Norman Osborn. Je ne savais pas qu'il y avait le moindre doute sur le fait qu'Osborn était le gobelin. Je ne savais pas que Ditko venait de faire d'Osborn un chien de paille. J'ai simplement accepté le fait que ce serait Norman Osborn lorsque nous l'aurions planifié. J'avais suivi les deux derniers numéros et je ne pensais pas qu'il y avait vraiment beaucoup de mystère là-dedans. Avec le recul, je doute que l'identité du Gobelin aurait été révélée dans Amazing #39 si Ditko était resté. »

— Steve Ditko, 2004
Dans l'arc narratif La Mort de Gwen Stacy (The Amazing Spider-Man #121-122), le Bouffon vert tue Gwen Stacy et périt plus tard dans un combat contre Spider-Man. Cependant, l'auteur Gerry Conway donne ensuite à Harry Osborn l'identité du Bouffon Vert à la suite de cette histoire et déclarera « je n'ai jamais eu l'intention de me débarrasser du Bouffon Vert en tant que concept. » Le fait qu'Harry Osborn devienne le Bouffon Vert a été plutôt bien accueilli car les fans faisant remarquer qu'Harry était plus menaçant que son père ne l'avait jamais été.
En plus de Norman et Harry Osborn, plusieurs autres personnages prendront l'identité du Bouffon Vert. Bart Hamilton (en) est introduit dans The Amazing Spider-Man #176 en janvier 1978. Phil Urich (en) est présent en Bouffon dans Web of Spider-Man #125 en juin 1995. Le scénariste Roger Stern introduit plus tard le Super-Bouffon (Hobgoblin en VO) pour remplacer le Bouffon Vert en tant qu'ennemi juré de Spider-Man. Par ailleurs, une Continuité rétroactive de l'arc narratif Spider-Man : La Saga du Clone (1994-1996) déterminé que le Bouffon Vert original a survécu aux événements de The Amazing Spider-Man #122 et joue depuis lors un rôle dans les coulisses des aventures de Spider-Man.

## Biographie du personnage

### Le premier Bouffon (1964)
La première apparition du Bouffon vert dans le numéro 14 d'Amazing Spider-Man montre un bouffon se déplaçant sur un balai. Son identité n'est alors pas encore révélée. Il prend en compte son échec contre Spidey et change son balai pour un planeur high-tech dans le numéro 17 de The Amazing Spider-Man.
Il revient lors de la soirée d'ouverture du Spider-Man club de Forest Hills fondé par Flash Thompson, mais Peter s'enfuit du combat pour voir tante May qui avait fait une crise cardiaque et laissa la Torche neutraliser le Bouffon. Jameson lança une campagne de presse après cet incident pour faire disparaitre l'homme-araignée. Peter ne pouvait plus agir au risque de mourir et de laisser tante May aux bras de la mort, mais il reprit du service en sachant que May surmontait la crise cardiaque.
Norman Osborn est un riche industriel. Son fils Harry deviendra plus tard le meilleur ami de Peter Parker. Norman s'associe au Dr Stromm, pour faire plusieurs expériences. Mais il n'a qu'une idée en tête, lui voler ses découvertes pour gagner de l'argent. Il met alors tout en œuvre pour le dénoncer à la justice. Stromm jure à Norman de se venger, mais celui-ci ne lui prête aucune attention, car désormais, il est très riche. Un jour, en fouillant le bureau de Stromm, il découvre des notes bien étranges, sur une expérience inachevée.
Il décide de réaliser l'expérience qui dura toute une nuit pour créer un liquide vert. Le liquide bouillonna, puis tout à coup, il explosa. Norman se retrouva à l'hôpital dans le coma. À son réveil, Harry était à ses côtés.
Norman était de mauvaise humeur mais il se sentait plus puissant. En effet, son intelligence s'était décuplée, tellement décuplée qu'il était devenu fou. Il ignorait que son esprit s'était dédoublé. Cet esprit prit petit-à-petit le contrôle sur lui. Il communiquait avec lui à travers les miroirs et l'incitait à devenir un criminel. Alors il créa un costume vert à l'image d'un gobelin, d'où son pseudonyme Green Goblin en version originale.
Il fabriqua un jet-planeur extrêmement rapide (« glider » en anglais), qui pouvait supporter des charges gigantesques. Il disposait d'un arsenal de gadgets dans son « sac à malice » : des bombes citrouilles, des boomerangs en forme de chauves-souris tranchantes, des grenades fumigènes. Ses gants émettaient des décharges électriques pouvant tuer un homme et son planeur possédait un canon laser réduisant en cendres n'importe quoi.
Il décide de s'attaquer à Spider-Man car il savait que la pègre le respecterait s'il parvenait à venir à bout du « monte-en-l'air ». Il s'allie aux Exécuteurs pour en venir à bout mais sans succès. Ses tentatives suivantes ne marchaient pas mieux, cependant il échappait toujours à la police. Osborn créa alors un gaz capable d'anesthésier le sens d'araignée du « Tisseur » puis le prit en filature. Une fois que le héros eut retiré son costume, le Bouffon attaqua. Peter fut mis K.O et Osborn l'emmena à son repaire. Étant sûr de l'emporter cette fois, le Bouffon montra son vrai visage à l'Araignée et lui prouva qu'il ne l'avait jamais battu. Pour en finir, il libéra Parker et une bataille s'ensuivit. Finalement, Norman bascula sur des fils électriques et le choc le rendit amnésique, le lavant de tout soupçon d'être le Bouffon. Spidey pensa que c'était mieux ainsi, pour lui comme pour Norman. Cette histoire parut dans Amazing Spider-Man 39 et 40.
À certaines périodes, le Bouffon vert reprenait le contrôle, mais Peter arrivait toujours à tirer Norman de sa folie, bien que de justesse . Le Bouffon enleva Gwen Stacy et la déposa sur le pont de Brooklyn. Spider-Man arriva et la bataille commença. Osborn jeta Gwen dans le vide ; Spider-Man parvint à la retenir d'un jet de toile, mais le choc de la chute lui brisa la nuque, la tuant sur le coup. Fou de rage, Peter poursuivit et malmena le Bouffon vert. Affaibli, Osborn ordonna à son planeur d'empaler le monte-en-l'air. Averti par son sens d'araignée, Peter esquiva l'engin qui empala le Bouffon, victime de son propre machiavélisme. Harry, sous l'effet de la drogue, assista à la scène et jura de venger son père. Cette histoire parut dans Amazing Spider-Man 121 et 122.

### Le deuxième Bouffon vert (1974)
Harry Osborn reprend le flambeau à la suite de la mort supposée de son père et après avoir découvert le costume de Spidey dans la chambre de son colocataire, dans Amazing Spider-Man n°136 (septembre 1974). Il souffrait des mêmes troubles psychiques que son père, et cela accélérera sa mort en mai 1993, dans Spectacular Spider-Man n°200. Harry, contrairement à Norman, a jonglé entre la vie de famille, la prison et l'asile psychiatrique. Pourtant, il ne cherchera jamais à faire de mal à la famille de Parker, sans doute encore amoureux de Mary Jane Watson. C'est même en sauvant Spider-Man d'une mort certaine qu'Harry fera l'effort de trop qui lui coûtera la vie.

### Le troisième Bouffon vert (1978)
Le docteur Barton « Bart » Hamilton était le psychiatre du petit Harry Osborn. Il apparaît pour la première fois dans le costume du Bouffon vert, 3e du nom dans Amazing Spider-Man n°176 (janvier 1978) et disparaît quatre mois plus tard, dans Amazing Spider-Man n°180, à l'issue d'une bataille dantesque entre Spidey et les deux Bouffon vert (Harry et Hamilton).

### Le quatrième Bouffon vert (1995)
Philip « Phil » Benjamin Urich, le neveu de Ben Urich, est un temps le quatrième Bouffon vert, découvrant par accident le labo de Norman Osborn dans Web of Spider-Man - vol. 1 #125 en juin 1995 (en France dans Spider-Man n°21 d'août 1996, édité par Semic).
S'il prend son pouvoir à la légère, et se montre parfois aussi maniaque que ses prédécesseurs, Phil Urich ne passe jamais du mauvais côté et aidera même des super-héros comme la Chose ou Scarlet Spider. Un an plus tard, il raccroche les gants (la série ne devant pas faire assez de chiffre) lors du crossover Onslaught : l'équipement high-tech qu'il avait trouvé dans un ancien repère de Norman Osborn est détruit dans un dernier combat contre une Sentinelle.
Il réapparaît dans l'univers alternatif de MC2 en 1998, d'abord en tant que Bouffon doré, puis à nouveau en tant que Bouffon vert, pour aider Spider-Girl.

## Personnalité
Le premier trait de caractère marquant du Bouffon vert est qu'il est arrogant et sûr de lui. Sa personnalité change en fonction de la personne qui porte le costume, mais celle de Norman Osborn est sans doute la plus complexe. Dès son plus jeune âge, Norman Osborn baignait dans le domaine de l'industrie et des affaires et manifeste très vite un goût pour l'argent et le pouvoir. Par ailleurs, enfant, Norman fit des cauchemars la nuit, qui, dit-on, évoquaient un monstre aux allures de Bouffon qui lui aurait inspiré le design de son costume. Avant de devenir le Bouffon vert, il pensait être un bon père pour Harry, mais ne lui donnait jamais ce qu'il voulait, à savoir de l'amour paternel.
Leurs rapports se creusèrent un peu plus quand Norman devint le Bouffon. Bien avant, Norman était prêt à sacrifier n'importe qui pour arriver à ses fins, Mendel Stormm, son ami et assistant, en fit les frais : Norman l'accusa en effet de détourner des fonds d'Oscorp et le fit jeter en prison pour prendre le contrôle total de l'entreprise.
Après que Norman eut perdu la mémoire une première fois, l'industriel amoral et le psychopathe devinrent deux personnalités bien distinctes. Durant cette période, Norman se rapprocha de Harry et intégra vite le cercle des proches de Peter, à qui il proposa un travail. Mais le Bouffon profitait de chaque occasion pour resurgir prenant toujours plus d'ampleur. Après son retour d'entre les morts, Norman devint complètement imprévisible car la frontière entre lui et le Bouffon devenait de plus en plus floue.
Depuis un certain temps, Norman prend des médicaments pour contenir son alter ego vert, mais il reste impossible à prévoir, de ce fait, on peut aussi bien tomber sur un Norman jovial que sur un Osborn déchaîné. Ses rapports avec les personnages sont complexes.
Après la mort de la mère d'Harry, Norman se détourna de son fils, et bien que le couvrant de cadeaux, Norman ne lui consacrait jamais de temps. Pourtant lorsqu'Harry fait une overdose, Norman reconnaît ses erreurs, et c'est même dans l'idée de venger son fils qu'Osborn redevient le Bouffon. En outre, ses rapports avec Peter Parker sont ambigus. En effet, Norman manifeste un profond respect pour Peter, tandis que le Bouffon lui voue une haine éternelle. Lorsque la frontière entre la folie et le bon sens devint floue, il verra même Peter comme son héritier spirituel qui peut en découler de l'alliance du respect de Norman et de la haine du Bouffon.
De plus, à la fin de la première saga de Marvel Knights: Spider-Man, Osborn explique que Peter est sa raison de vivre, qu'il lui donne un but dans la vie. D'ailleurs, dans cette dernière saga, certains traits de caractère de Norman sont approfondis, voire créés. Par exemple, il semblerait qu'il prenne plaisir à faire souffrir les gens qui l'entourent : il a notamment empoisonné la femme malade d'un gardien de prison qui lui avait demandé son aide pour la soigner. Norman pense aussi que les vilains sont là pour contrôler les héros, comme il le dit lui-même, et avoue que s'il mène la vie dure à Spider-Man, c'est « qu'avec tous les dingues qui sévissent, la concurrence est rude ». Il méprise aussi Peter pour son manque d'ambition : selon lui l'intelligence de Peter aurait dû le pousser à trouver un emploi plus prestigieux et rémunérateur que professeur de lycée.
Sans le Bouffon, Norman affiche aussi un goût prononcé pour l'argent et le pouvoir, quoique cet aspect soit maintenant supplanté par son obsession de l'homme araignée. Il n'en reste pas moins un personnage considérant le monde qui l'entoure comme des moins que rien, prêt à sacrifier n'importe qui pour parvenir à ses fins, comme en témoigne son mépris pour ses employés ou celui de ses coéquipiers, entre autres.

## Pouvoirs, capacités et équipement
Norman Osborn possède une intelligence surhumaine, faisant de lui un génie capable de percées scientifiques dans des domaines aussi divers que la génétique, la robotique, l'ingénierie, la physique et en chimie appliquée.
En complément de ses pouvoirs, le Bouffon vert est un bon combattant, dangereux au corps à corps. Il porte aussi une armure renforcée, qui le fait ressembler plus que jamais à un gobelin :
- le sérum absorbé par Osborn lui a donné une force, une endurance, une agilité, une vitesse et une dextérité surhumaines. Sa force est supérieure à celle de Spider-Man. Il semblerait que sa force augmente au fil des années, grâce au sérum qu'il a absorbé jadis ;
- il possède également une capacité de régénération rapide qui lui permet de guérir rapidement, selon la gravité de ses blessures ;
- son costume est à l'épreuve des balles de petits calibres ;
- il dispose d'un arsenal de haute technologie ayant rapport avec la fête d'Halloween, composé de bombes-citrouilles explosives, incendiaires et anesthésiantes, de lames chauves-souris et des grenades-fantômes asphyxiantes ;
- à l'aide de micro-circuits contenus dans ses gants, il peut envoyer des décharges électriques de 10 000 volts.

Son planeur (« Goblin Glider ») ressemble à une chauve-souris géante. C'est un transport monoplace pouvant porter une charge utile de 180 kg sans perte de puissance et pouvant se déplacer jusqu'à 140 km/h. Il est parfois équipé de missiles téléguidés et d'autres armes (mitrailleuse, lames, etc.).

## Versions alternatives

### 2099
Dans l'univers Marvel 2099, le Bouffon est un escroc radical qui veut prouver que Spider-Man (Miguel O'Hara) est à la solde d'une mégacorp comme Alchemax. Il a des ailes de planeur ressemblant à des ailes de chauves-souris et un sac de bombes-citrouilles, similaire à sa version du XXe siècle. Il a également la capacité de projeter des illusions.
Il est finalement démasqué et semble être le frère de Spider-Man, Gabriel O'Hara, bien qu'il soit révélé plus tard, qu'il est un métamorphe qui a pris l'identité de Gabriel. Ce Bouffon n'a jamais été appelé le Bouffon Vert, mais simplement Bouffon 2099 (Goblin 2099).

### Marvel Noir
Dans l'univers de Marvel Noir, Norman Osborn est un ancien monstre de cirque qui a été maltraité par le public pour sa maladie cutanée le faisant ressembler à un reptile. Cela a alimenté ses ambitions, gagnant son « respect », en devenant le principal seigneur du crime à New York. Il utilise un masque pour cacher sa véritable apparence. Adoptant le nom « le Bouffon », il a réuni dans son organisation des criminels venant de spectacles de cirque et des monstres de carnaval : un dresseur de fauves Sergei Kravinoff alias Kraven, un cannibale Adrian Toomes alias le Vautour, et une bête de foire de Coney Island Dmitri Smerdyakov alias le Caméléon.
La réputation du Bouffon lui a valu d'être pigiste parmi les politiciens et les hommes d'affaires de New York, embauchés pour commettre des actes illégaux tels que la répression des protestations publiques et même des actes d'assassinat contre des objecteurs publics. Ces actions l'ont finalement amené à entrer en conflit avec Spider-Man après qu'il a ordonné au Vautour de tuer l'oncle du justicier. Plus tard, le journaliste Ben Urich est devenu un problème pour Norman, alors le chef de la mafia a envoyé le Caméléon habillé comme J. Jonah Jameson pour le tuer comme Osborn a kidnappé le vrai. Après avoir assassiné Urich, le Caméléon a été tué par Felicia Hardy, l'amante d'Urich.
Le Bouffon emmena alors Felicia dans l'une de ses cachettes, avec Spider-Man à ses trousses. Norman s'échappa dans les égouts avec Hardy alors que Spider-Man combattait les sbires d'Osborn. Pendant la bataille, Kraven (l'un de ses hommes) a frappé un verre plein d'araignées, ce qui a fait tomber les animaux sur lui. Spider-Man a ensuite sauvé Jameson et est allé auprès d'Osborn. Le justicier de New York et son principal chef de la mafia se sont battus jusqu'à ce que chacun d'entre eux soit démasqué, Spider-Man s'est révélé être Peter Parker et Osborn lui a révélé sa peau verte et écaillée. Parker décida de ne pas tuer Norman, mais un Kraven infesté d'araignées apparut et attaqua Osborn, le tuant apparemment.
Dans le jeu vidéo Spider-Man : Dimensions, sa biographie dans le jeu révèle que Norman a survécu à cause des araignées qui ne percent pas sa peau écailleuse. Il a volé un fragment de "La Tablette de l'Ordre et du Chaos", l'utilisant pour augmenter sa force mais aussi le transformer en un Gobelin monstrueux. Sa peau verte devient aussi plus proéminente, ressemblant à celle de son homologue "Ultimate". Après l'avoir chassé à travers sa cachette de carnaval et l'avoir vaincu, Spider-Man récupère la tablette d'Osborn. Pendant les crédits du jeu, Osborn est montré travaillant dans le carnaval.

### Ultimate Marvel
Dans l'univers Ultimate Marvel, Norman Osborn a créé l'Oz, le produit injecté à l'araignée qui a donné ses pouvoirs à Peter. Après avoir remarqué les nouvelles facultés du jeune Peter, il décide de recréer l'accident sur lui, et devient ainsi le Bouffon vert, un énorme monstre verdâtre lançant des boules de feu et capable de faire des bonds gigantesques. Prenant Peter pour responsable de son état, et après avoir tué sa femme et incendié sa propre maison, Norman attaque le lycée de Parker, qui ne tarde pas à arriver à la rescousse en tant que Spider-Man. Après un combat acharné, le Bouffon termine dans l'East River, criblé de balles et apparemment mort. Quelque temps plus tard, on découvre qu'il est toujours vivant, qu'il a hypnotisé Harry et qu'il veut se servir de Spider-Man.
Plus tard, Spider-Man découvre que Norman Osborn veut tuer Nick Fury pour se venger. Quelque temps plus tard, il capture Mary Jane. Ensuite, il la relâche et il retourne chez lui reprendre de l'Oz. Peter ne doit sa survie qu'à Harry, qui s'interpose et neutralise son père. Norman Osborn est ensuite emmené par le SHIELD.
Il s'évadera à nouveau, feignant l'innocence et disant s'être repenti. Il redevient alors respecté. Pourtant, son fils, Harry, se met à dévoiler sa véritable personnalité. Norman débarque alors au SHIELD et tue Harry. Pris de remords, il se laisse abattre par les agents du SHIELD. Pourtant, Norman n'est pas mort. Il est prisonnier dans les geôles du SHIELD. Il s'évade avec l'aide du Dr. Octopus, d'Electro, de l'Homme-sable, du Vautour et de Kraven.
Dans l'arc Death of Spider-Man, il tue Peter Parker et ce dernier est remplacé par Miles Morales.

### Mangaverse
Dans cet univers, Norman est le dirigeant d'Oscorp ainsi que d'une troupes de graffitis-ninjas. Si ses rapports avec la plupart des personnages sont les mêmes que dans la version originale, son objectif est beaucoup plus honorable : il veut retrouver une amulette (équivalent du symbiote dans la série) appartenant au clan de l'Ombre pour ressusciter la mère de Harry. C'est pour cette raison qu'Osborn devint le Bouffon vert. Ici, le Bouffon est un croisement entre le Bouffon de l'univers original est celui d'Ultimate : Il ne porte pas de masque, il est véritablement vert après une transformation, apparemment irréversible, mais possède un planeur et des bombes-citrouilles. Il est également capable d'invoquer une multitude de petits gobelins. Pour parvenir à ses fins, le Bouffon enlève May dans l'espoir que Peter lui livre l'amulette, mais Venom s'en empare à son insu. Une bataille s'ensuit entre Spidey et le Bouffon dans le gymnase du lycée de Peter, où Peter réussit à contrôler son sens d'araignée. Mais dans la bagarre, Harry est retrouvé complètement drogué. Abasourdi, Norman cesse le combat et tente de se réconcilier avec Harry. Le fils Osborn est transféré à l'hôpital tandis que le Bouffon est livré aux autorités.

### Le Super-Bouffon
Le Bouffon vert a donné lieu à plusieurs déclinaisons, dont le Super-Bouffon.

## Apparitions dans d'autres médias

### Cinéma

#### Spider-Man

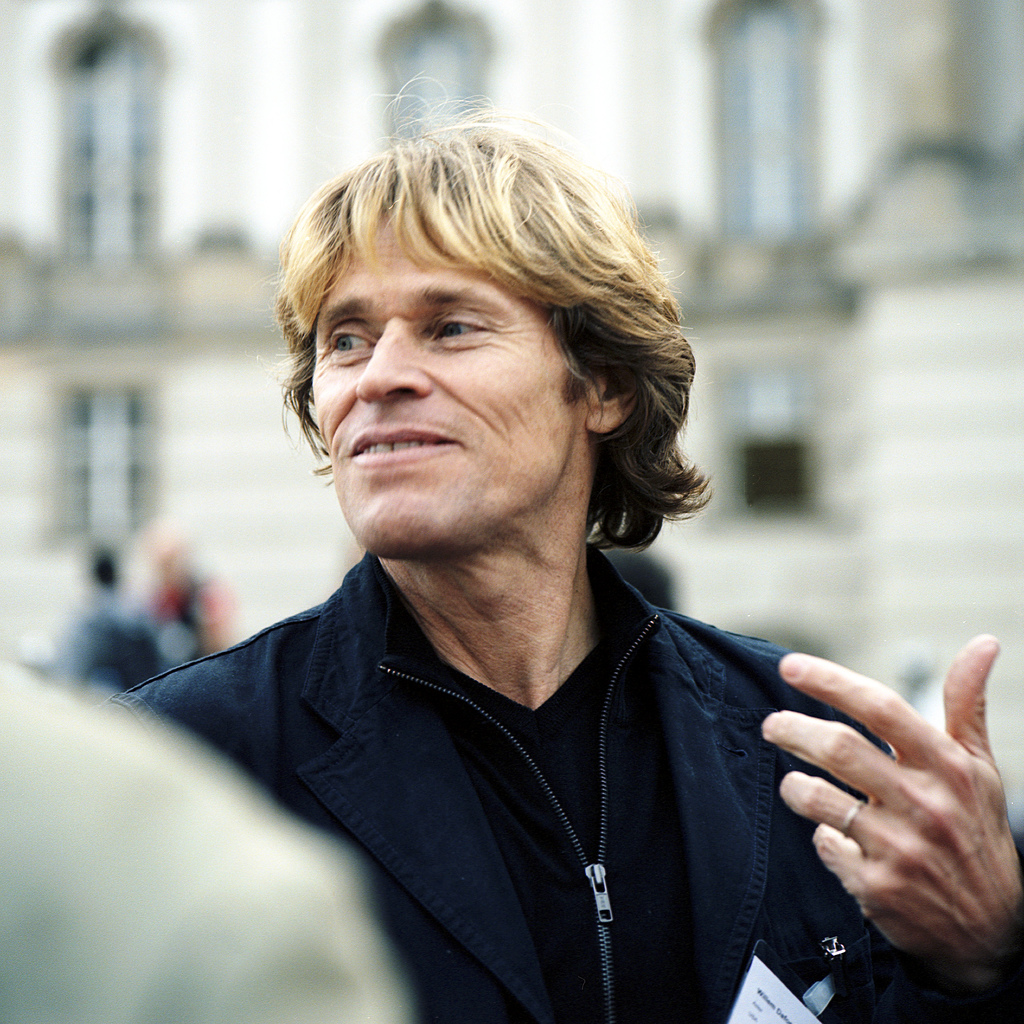
Willem Dafoe incarne Norman Osborn dans les films de Sam Raimi

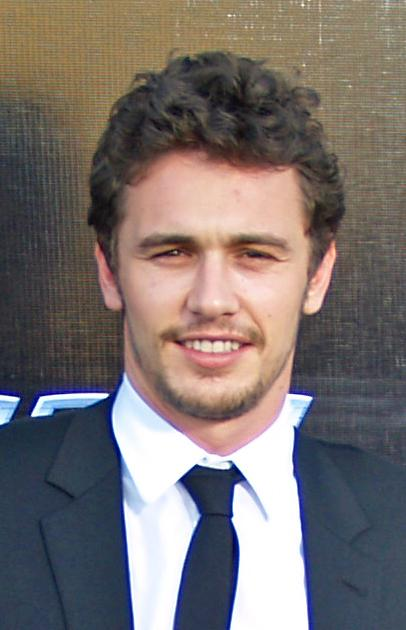
James Franco incarne Harry Osborn dans les films de Sam Raimi

Willem Dafoe a joué le Bouffon vert/Norman Osborn dans Spider-Man de Sam Raimi en 2002. Bien qu'il soit mort dans le premier, il est présent dans les deux autres films en tant qu'hallucinations de son fils Harry (interprété par James Franco), ne se montrant qu'à travers un miroir, incitant ce dernier à devenir le second Bouffon vert.
Dans Spider-Man 3, Harry reprend les armes de son père, bien décidé à se venger de Peter et modernise le planeur et le masque.

#### The Amazing Spider-Man: Le Destin d'un héros
Norman Osborn n'est pas présent dans The Amazing Spider-Man (2012) mais il y est dit qu'il est mourant et que pour survivre, il a besoin du Dr Connors. Le personnage apparaît dans The Amazing Spider-Man : Le Destin d'un héros (The Amazing Spider-Man 2, 2014), interprété par Chris Cooper, bien que le costume du Bouffon vert revient à Harry Osborn, interprété par Dane DeHaan.

#### Spider-Man: New Generation
Le Bouffon vert/Norman Osborn fait une courte apparition au début du film d'animation Spider-Man: New Generation avec un design plus proche des comics Ultimate et est un homme de main du Caïd. Il est y doublé en anglais par Jorma Taccone.
Il affronte Spider-Man dans le laboratoire souterrain du Caïd qui tente d'ouvrir un portail vers une autre dimension. Durant le combat, il envoie l'homme araignée dans la machine du Caïd qui s'emballe, provoquant ainsi une explosion qui tue le Bouffon Vert sur le coup et blesse gravement Spider-Man qui sera achevé par le Caïd.

#### Spider-Man: No Way Home
Willem Dafoe reprend le rôle dans Spider-Man: No Way Home (2021) en tant qu'antagoniste principal. Il endosse à nouveau le costume du Bouffon vert et affronte les trois Spider-Man.

### Télévision
- 1967-1970 : L'Araignée (Spider-Man) (série d'animation) (Norman Osborn - VF : François Cartier / VO : Len Carlson)
- 1981 : Spider-Man (série d'animation) (Norman Osborn - VO : Neil Ross)
- 1981-1983 : Spider-Man et ses amis exceptionnels (Spider-Man and His Amazing Friends) (série d'animation) (Norman Osborn - VO : Dennis Marks / VF : Michelangelo Marchese)
- 1994-1998 : Spider-Man, l'homme-araignée (Spider-Man: The Animated Series) (série d'animation) (Norman Osborn - VO : Neil Ross / VF : Olivier Destrez/Jean-François Kopf) (Harry Osborn - VO : Gary Imhoff / VF : Sébastien Desjours)
- 1999-2001 : Les Nouvelles Aventures de Spider-Man (Spider-Man Unlimited) (série d'animation)
- 2003 : Spider-Man : Les Nouvelles Aventures (Spider-Man: The New Animated Series) (série d'animation) (Harry Osborn - VO : Ian Ziering / VF : Philippe Allard)
- 2008-2009 : Spectacular Spider-Man (The Spectacular Spider-Man) (série d'animation) (Norman Osborn - VO : Alan Rachins / VF : Pascal Germain) (Harry Osborn - VO : James Arnold Taylor / VF : Philippe Valmont)
- 2012-2017 : Ultimate Spider-Man (série d'animation) (Norman Osborn - VO : Steven Weber / VF : Michelangelo Marchese) (Harry Osborn - VO : Matt Lanter / VF : Grégory Praet)
- 2014-2015 : Marvel Disk Wars: The Avengers (série d'animation japonaise) (Norman Osborn - doublé en japonais par Yūsuke Numata et en anglais par Kirk Thornton)
- 2017-2020 : Spider-Man (Marvel's Spider-Man) (série d'animation) (Norman Osborn - VO : Josh Keaton / VF : Michelangelo Marchese) (Harry Osborn - VO : Max Mittelman / VF : Maxime Donnay)
- 2025- : Votre fidèle serviteur Spider-Man (Your Friendly Neighborhood Spider-Man) (série d'animation) (Norman Osborn - VO : Colman Domingo) (Harry Osborn - VO : Zeno Robinson)

#### Spider-Man, l'homme-araignée(1994-1998)
Dans la série télévisée d'animation Spider-Man, l'homme-araignée (Spider-Man: The Animated Series), Norman Osborn disparait après un accident chez Oscorp. Mais étrangement, le Bouffon vert apparait et enlève tous ceux qui veulent faire mal à Norman (Le Caïd, Jameson ...). Spider-Man soupçonnant d'abord Harry, il s'avère en fait qu'il s'agit de Norman lui-même. Lors de l'accident, ce dernier a respiré un produit sur lequel il travaillait, créant ainsi la personnalité du Bouffon vert dans son esprit. Après un combat contre Spider-Man, il perd. Soigné par la suite, ce dernier semble rétabli.
Mais le Bouffon vert revient par la suite pour continuer son travail, mais aussi anéantir le Super-Bouffon et Spider-Man. Se procurant la machine qui permet de se téléporter, ce dernier s'en sert pour découvrir l'identité de Spider-Man. Découvrant Peter derrière le masque, ce dernier s'attaque à ses proches, notamment Mary Jane. Il l'emmène sur le pont de Manhattan mais lors du combat, Mary Jane tombe du pont et la machine, endommagée, l'aspire. Le Bouffon vert tente de s'enfuir mais se fait aspirer lui aussi et disparait.
Harry a des visions du Bouffon vert, lui promettant de l'emmener à son père s'il accepte de travailler pour lui. Harry n'ayant pas le choix doit alors éliminer Spider-Man. Mais Spider-man le bat quand même, et Harry est envoyé dans un asile.
Alors que Peter et Mary Jane vont se marier, Cette dernière va voir Harry pour lui annoncer la bonne nouvelle. Harry, se croyant seul maintenant, s'échappe et remet le costume du Bouffon vert pour troubler le mariage. Ce n'est pas Spider-Man qui le vainc, mais Liz Allan, qui lui déclare ses sentiments, faisant venir Harry à la raison. Harry sait maintenant qu'il n'est pas seul, et le Bouffon est vaincu à jamais.

#### Les Nouvelles Aventures de Spider-Man(1999-2001)
Dans la série télévisée d'animation Les Nouvelles Aventures de Spider-Man (Spider-Man Unlimited), Spider-Man doit se rendre sur l'Autre Terre pour retrouver John Jameson. Le Bouffon vert là-bas est un héros et aide les innocents. Il se nomme Hector Jones. Il viendra souvent en aide à Spider-Man. Ici, le Bouffon vert est la femme de Naoko, une infirmière qui loge Peter.

#### Spectacular Spider-Man(2008-2009)
Dans la série télévisée d'animation Spectacular Spider-Man, le Bouffon vert veut détruire Tombstone, le grand patron du crime. Spider-Man l'en empêche, le capture, mais le Bouffon vert s'échappe.
Il revient par la suite pour détruire ses deux ennemis, Spider-Man et Tombstone. Lors du combat, Spider-Man devine que le Bouffon vert et Norman Osborn sont la même personne. Le Bouffon est blessé mais réussit quand même à s'échapper. Spider-Man se rend chez les Osborn et découvre qu'en fait que c'est Harry et qu'il est devenu le Bouffon vert soi-disant à cause d'un produit qu'il buvait pour augmenter sa force et son intelligence (Gwen l'avait remarqué plus tôt). Harry quitte ensuite le pays pour se reposer.
Quelques mois plus tard, le Bouffon vert refait surface et devient le grand patron du crime à la place de Tombstone. Il transforme alors Mark Allan en Molten Man et lui demande de tuer Spider-Man, mais il échoue. Plus tard, il prend aussi le contrôle d'une prison pour supercriminels que Spider-Man est censé tester, espérant que les prisonniers revanchards se débarrassent du Tisseur, mais ce dernier, grâce à l'aide de la Chatte Noire, réussit à rétablir l'ordre dans la prison et à ressortir.
Excédé, Spider-Man se rend chez les Osborn pour savoir qui est le Bouffon vert. Alors que Harry et Norman sont devant Spider-Man, le Bouffon vert réussit à blesser Spider-Man en plaçant une trentaine de bombe sous le balcon où se trouvait ce dernier. Après un combat acharné, Spider-Man réussit à ôter le masque du Bouffon et derrière se cache… Norman Osborn. En effet, Norman travaillait depuis le début avec le Caméléon qui a pris l'apparence de Norman pour tromper le héros. Lorsque Spider-Man avait deviné l'identité du bouffon quelques mois plus tôt, ce dernier avait déguisé Harry en bouffon pour le tromper. Peter endommage le planeur du bouffon et ce dernier chute dans une cuve remplie de bombes-citrouilles et semble mourir. Norman Osborn réapparaît toutefois teint en blond à l'aéroport, laissant supposer une réapparition avortée par l'annulation de la série.

#### Spidey et ses amis extraordinaires(2021-)
Il apparait dans la série Spidey et ses amis extraordinaires (Spidey and His Amazing Friends) doublé en anglais par J. P. Karliak. Sa véritable identité n'est pas révélé.

#### Votre fidèle serviteur Spider-Man(Your Friendly Neighborhood Spider-Man) (2025-)
Norman et Harry Osborn apparaissent dans la série Votre fidèle serviteur Spider-Man (Your Friendly Neighborhood Spider-Man). Le premier fait ici office de mentor à Peter Parker alors que le second est l'un de ses camarades de classe,.

### Jeux vidéo
- 1982 : Spider-Man (Norman Osborn)
- 1991 : Spider-Man: The Video Game (Norman Osborn)
- 1994 : Spider-Man: The Animated Series (Norman Osborn)
- 1995 : The Amazing Spider-Man: Lethal Foes (en) (Norman Osborn)
- 2002 : Spider-Man: The Movie (Norman Osborn et Harry Osborn)
- 2004 : Spider-Man 2 (Harry Osborn)
- 2005 : Ultimate Spider-Man (Norman Osborn - version Ultimate)
- 2006 : Spider-Man : Bataille pour New York (Spider-Man: Battle for New York) - boss final et personnage jouable  (Norman Osborn - version Ultimate)
- 2007 : Spider-Man 3 (Harry Osborn)
- 2007 : Spider-Man : Allié ou Ennemi (Spider-Man: Friend or Foe) (Norman Osborn et Harry Osborn)
- 2008 : Spider-Man : Le Règne des ombres (Spider-Man: Web of Shadows) (Norman Osborn - seulement dans la version Nintendo DS)
- 2009 : Marvel: Ultimate Alliance 2 (Norman Osborn)
- 2010 : Ultimate Spider-Man : Total Mayhem (version Ultimate)
- 2010 : Spider-Man : Dimensions (Spiderman: Shattered Dimensions) (version Marvel Noir de Norman Osborn)
- 2010 : Pinball FX 2 (Norman Osborn)
- 2011 : Ultimate Marvel vs. Capcom 3 (skin alternative pour Firebrand à l'effigie de Norman Osborn)
- 2011 : Marvel Super Hero Squad Online (en) (Norman Osborn)
- 2013 : Lego Marvel Super Heroes (version classique et Ultimate de Norman Osborn)
- 2013 : Marvel Puzzle Quest (Norman Osborn)
- 2014 : The Amazing Spider-Man 2 (Harry Osborn)
- 2014 : Spider-Man Unlimited
- 2014 : Disney Infinity: Marvel Super Heroes (Norman Osborn)
- 2014 : Marvel : Tournoi des champions (Marvel: Contest of Champions) (Norman Osborn)
- 2015 : Marvel: Future Fight (Norman Osborn)
- 2015 : Disney Infinity 3.0
- 2015 : Marvel Heroes (Norman Osborn)
- 2016 : Marvel Avengers Academy (en) (Norman Osborn)
- 2017 : Lego Marvel Super Heroes 2 (version Norman Osborn et version 2099)
- 2017 : Fortnite Battle Royale (skin alternative à l'effigie de Norman Osborn)
- 2017 : Marvel vs. Capcom: Infinite (Norman Osborn - caméo)
- 2018 : Marvel's Spider-Man (Norman Osborn et Harry Osborn)
- 2018 : Marvel Strike Force (Norman Osborn et Harry Osborn)
- 2019 : Marvel Ultimate Alliance 3: The Black Order (Norman Osborn)
- 2021 : Marvel Future Revolution (en) (Norman Osborn)
- 2023 : Marvel's Spider-Man 2 (Norman Osborn et Harry Osborn)

### Autres
- Norman Osborn apparait dans le parc à thèmes Universal's Islands of Adventure du Universal Orlando Resort.
- Norman Osborn apparait dans le spectacle Spider-Man's wedding joué en 1987 au Shea Stadium[18].
- Norman Osborn apparait dans la comédie musicale Spider-Man: Turn Off the Dark (en) dont la première a lieu en 2011.
- Norman Osborn apparait en BPuffon vert dans Marvel Universe Live! (en) dès 2014[19].
- Norman et Harry Osborn sont présents dans Absolute Carnage: Marvel Ultimate Comics, respectivement doublé en anglais par Giles Panton et Lee Majdoub[20],[21].

.